# Michel Aoun
Pour les articles homonymes, voir Michel Aoun (évêque) et Aoun.
Michel Aoun (en arabe : ميشال نعيم عون, prononcé : /miˈʃaːl ʕawn/ ou /miˈʃɛl ʕoːn/), né le 30 septembre 1933 à Haret Hreik, est un militaire et homme d'État libanais, président de la République du 31 octobre 2016 au 31 octobre 2022.
Pendant la guerre du Liban, il est notamment commandant des Forces armées libanaises (1984-1990) et président du Conseil des ministres (1988-1990).
En 2005, il lance le parti politique Courant patriotique libre. En 2016, alors que le Liban n'a plus de chef de l'État depuis deux ans et demi en raison d'une crise politique, il est élu à la présidence de la République. Son mandat est marqué notamment par les conséquences de la guerre civile syrienne, notamment la crise migratoire, ainsi qu'une profonde crise économique, entraînant des manifestations à partir de 2019.

## Situation personnelle

### Origines
Chrétien maronite, il grandit dans une famille modeste avec un père boucher.

### Formation
Il fréquente des écoles catholiques. Aoun termine ses études et s'engage à l'Académie militaire comme officier cadet en 1955. Promu sous-lieutenant en 1958, puis lieutenant en 1961 au sein de l'armée libanaise, il reçoit ensuite des formations complémentaires à l'École d'application d'artillerie de Châlons-sur-Marne, en France (1958-1959), puis à Fort Sill, dans l'Oklahoma aux États-Unis (en 1966) et à l'École supérieure de guerre, en France (1978-1980).
Il parle l'arabe, le français et l'anglais.

### Vie privée et familiale
Marié à Nadia Aoun née Chami, il est père de trois filles, et a dix petits-enfants.
Ses filles sont :
- Claudine, mariée en secondes noces au général et député Chamel Roukoz (en)[4]. Elle est présidente de la Commission nationale de la femme libanaise et du Conseil supérieur de l'Organisation de la femme arabe[5].
- Chantal, mariée à Gebran Bassil, président du Courant patriotique libre et ministre des Affaires étrangères.
- Mireille, mariée à Roy Al-Hachem, directeur de la chaîne de télé liée au parti, la OTV[3].

Il est aussi l'oncle du député Alain Aoun.
Il n'a pas de lien de parenté avec son successeur à la présidence de la République, Joseph Aoun.

## Parcours militaire et politique

### Rôle dans la guerre du Liban

#### De l'opération « Paix en Galilée » aux accords de Taef

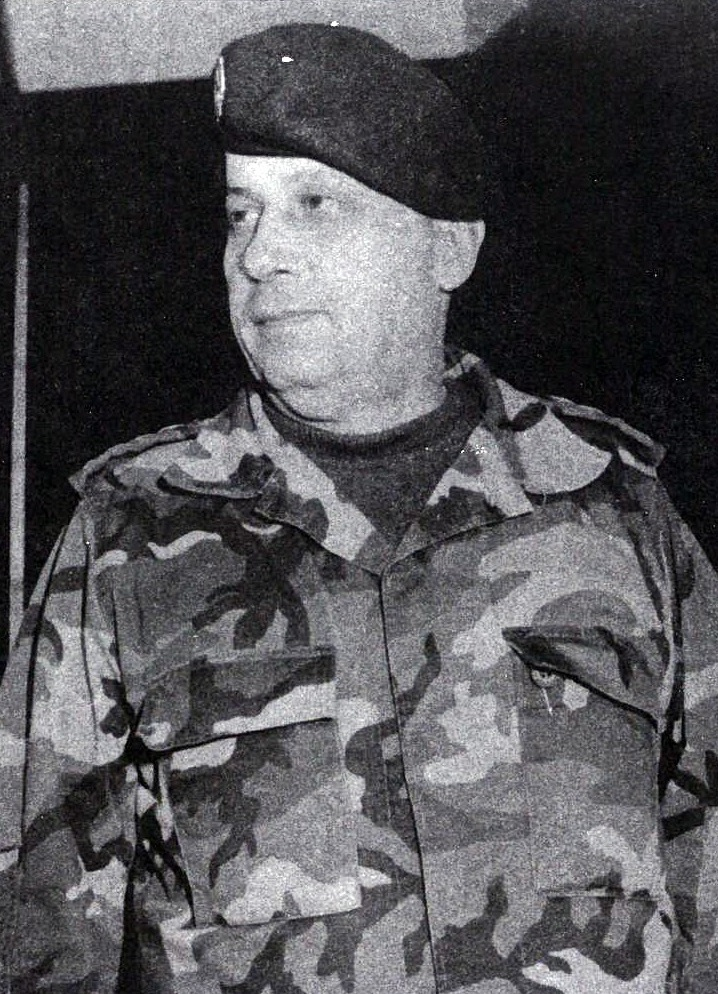
Michel Aoun en 1988.

En 1980, il est de retour durablement au Liban pour devenir chef d'une brigade de l'armée libanaise. Il est posté le long de la Ligne verte qui a séparé l'ouest et l'est de Beyrouth. Lors de l'invasion du Liban par Israël en 1982, Aoun, alors lieutenant-colonel, mobilise un bataillon armé pour défendre le palais présidentiel de Baabda et gagne la confiance d'Amine Gemayel. Puis, lors de la guerre civile libanaise, en septembre 1983, la 8e brigade du colonel Aoun combat les milices du Parti socialiste progressiste (PSP) de Walid Joumblatt, palestiniennes et syriennes, et la bataille de Souk El Gharb se termine victorieusement pour l'armée libanaise. En juin 1984, le général Aoun est nommé commandant des Forces armées libanaises.
En septembre 1988, le président sortant Amine Gemayel désigne Michel Aoun comme président du Conseil jusqu'à la tenue de nouvelles élections. Cette nomination est en contradiction avec le Pacte national de 1943 qui réserve le poste de président du Conseil à un musulman sunnite. Gemayel justifie ce choix par le fait que le Pacte national réserve la fonction de président à un chrétien maronite et que comme le choix d'un nouveau président est impossible, le président du Conseil deviendrait président de la République par intérim.
Michel Aoun peut alors compter sur l'appui de 40 % de l'armée libanaise, comprenant toute l'artillerie lourde, sur la milice chrétienne des « Forces libanaises » dirigée par Samir Geagea, sur le « Parti national-libéral » et son chef Dany Chamoun et sur le « Parti des Druzes libres » et son représentant Farid Hamadé. Le président du Conseil, Salim el-Hoss, décide finalement de conserver son poste et deux gouvernements se mettent en place: un gouvernement pro-syrien, dirigé par Salim el-Hoss, à Beyrouth-Ouest, et un gouvernement dirigé par Aoun à Beyrouth-Est. Ce dernier gouvernement contrôle ainsi l'est de Beyrouth et les zones limitrophes périphériques (dites « zones libres », où il n'y avait pas de présence syrienne). Mais en février 1989, les « Forces libanaises » de Samir Geagea se rebellent contre lui quand l'armée libanaise se lance dans une opération pour mettre fin à leur contrôle des ports. En faisant face aux « Forces libanaises », Aoun divise les chrétiens du Liban au lieu de faire front commun. Cette action aura des conséquences néfastes à long terme dans les relations entre chrétiens au Liban.
En parallèle, l'armée syrienne commence à bombarder la dernière zone non occupée par elle du Liban, les « zones libres », et le général Aoun réplique en lançant la « guerre de libération » contre l'armée syrienne le 14 mars 1989. Aoun critique alors le soutien américain à la Syrie et se rapproche de l'Irak de Saddam Hussein pour recevoir des armes.
Le 19 août 1989, depuis le palais présidentiel de Baabda, le général Aoun réclame à la France une intervention militaire car depuis juillet 1989 certaines milices et l'armée d'occupation syrienne bombardent les zones chrétiennes qui abritent plus d'un million de personnes. La demande du général Aoun est entendue et la France dépêche le porte-avions Foch, deux frégates lance-missiles, et un transport de chalands de débarquement.

#### De l'accord de Taëf à l'échec final de la guerre de «libération nationale»
Le 15 octobre 1989, des membres de l'Assemblée nationale libanaise prennent la décision de s’assembler dans un pays étranger, à Taëf, en Arabie saoudite, en vue d'établir une entente mettant fin au conflit libanais. Ils parviennent à un accord qui institutionnalise un système confessionnel. Aoun refuse d'y prendre part, dénonçant certains points ambigus, notamment au sujet de l'occupation syrienne, ainsi que la représentativité des parlementaires (qui ont été élus en 1972 !). Avant même la rencontre de Taëf, il promulgue un décret qui dissout l'Assemblée nationale, mais les députés lui dénient le droit constitutionnel de le faire. La moitié des députés n'ont pas participé à la rencontre de Taëf, soit parce qu'ils sont morts, soit surtout par opposition au résultat anticipé des accords. L'appel de Michel Aoun ne trouve pas d'écho parmi les grandes puissances mondiales. Le 24 octobre 1989, une manifestation de très grande ampleur est organisée à son appel.
Le 5 novembre 1989, René Moawad est élu président de la République par l'Assemblée nationale, mais il est assassiné dix-sept jours plus tard (22 novembre 1989). Est alors élu Elias Hraoui, qui désigne le général Émile Lahoud comme commandant de l'armée libanaise et somme Michel Aoun de quitter le palais présidentiel. Aoun refuse et son armée fait face aux assauts de la milice des Forces libanaises, qu'il accuse de négocier secrètement avec le gouvernement pro-syrien de Salim el-Hoss (janvier à mai 1990).
La position d’Aoun se détériore lorsque Saddam Hussein envahit le Koweït le 2 août 1990. Les États-Unis recherchent le soutien des pays arabes pour légitimer leur intervention, et le président syrien Hafez el-Assad se range alors aux côtés des Américains, des Britanniques et des Français dans le conflit du Golfe. En retour, les États-Unis acceptent tacitement que la Syrie prenne le contrôle du Liban. Le 13 octobre 1990, Hafez el-Assad lance ses troupes à l’assaut des régions contrôlées par Michel Aoun, dont le palais présidentiel. Aoun négocie son retrait à l’ambassade de France, déclare sa reddition par radio, et se place sous la protection de René Ala, l’ambassadeur de France à Beyrouth. Il est rejoint par sa famille peu après. Exfiltré par Philippe Rondot (DGSE) dix mois plus tard, il part en exil en France (d'abord à la villa de Gaby Deslys puis à Crécy-la-Chapelle et enfin à Paris).

### De la fin de la guerre au retour au Liban

#### Combat pour le départ des troupes syriennes
En échange de la protection française, Aoun a renoncé à exercer toute activité politique. Cependant, en 1992, il lance par procuration un parti politique, le Courant patriotique libre, qui a comme objectif le retrait des troupes syriennes du Liban et l’instauration d'un État de droit.
En septembre 2004, les États-Unis et la France soutiennent la résolution 1 559 du Conseil de Sécurité des Nations-Unies, qui demande le retrait des troupes syriennes. Le 29 janvier 2005, Aoun déclare qu'il pourrait revenir au Liban pour rejoindre l'opposition au gouvernement pro-syrien. Le 14 février 2005, l'ancien Premier ministre du Liban Rafiq Hariri est tué dans un attentat à l'explosif. Les services de renseignements syriens sont montrés du doigt par l'opposition. Cet assassinat marque le début de ce que certains appellent la révolution du Cèdre, qui conduit au départ de la totalité des troupes syriennes fin avril 2005, au retour du général Aoun au Liban et à la sortie de prison de Samir Geagea.
Le 16 février 2005, deux jours après l'assassinat de Rafiq Hariri, Michel Aoun, invité de Thierry Ardisson, affirme qu'il n'a aucun doute quant à l'implication de la Syrie dans l'assassinat de Rafiq Hariri.
Aoun revient à Beyrouth le 7 mai 2005 après quinze ans d'exil en France. Désirant « une société nouvelle, débarrassée de la corruption, du féodalisme politique et des fanatismes religieux », il est accueilli par plusieurs dizaines de milliers de personnes sur la place des Martyrs. Il rencontre Samir Geagea à sa sortie de prison. Le 14 juin 2005, il est élu député de Kesrouan du Mont-Liban. Son groupe parlementaire Bloc du changement et de la réforme comporte 21 députés après les élections à l'issue desquelles les listes Aoun bénéficient de l'appui de 70 % des Libanais chrétiens. Il forme un groupe parlementaire appelé Bloc du changement et de la réforme. Les relations entre le Courant patriotique libre et ses alliés anti-syriens se tendent et le Bloc du changement et de la réforme s'engage dans l'opposition au gouvernement du Premier ministre Fouad Siniora.

#### Nouvelle stratégie électorale

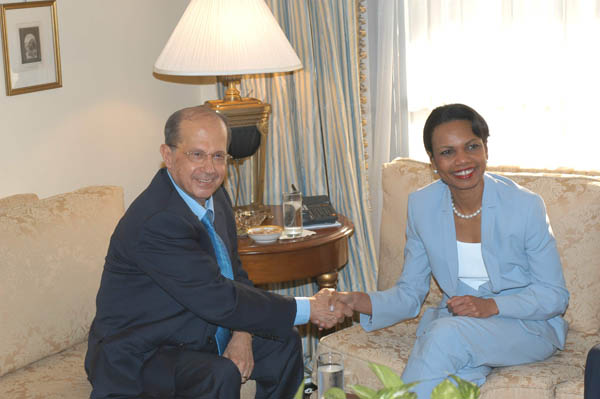
Michel Aoun avec la secrétaire d'État des États-Unis, Condoleezza Rice (Beyrouth, 25 juillet 2005).

Après les élections législatives de juin 2005 et la formation du gouvernement Siniora auquel il s'oppose, il apparaît comme esseulé sur la scène politique libanaise. Son programme de réformes subit en effet l'opposition de la majorité de la classe politique libanaise.
Le 6 février 2006, après plusieurs mois de négociations entre le Courant patriotique libre et le Hezbollah, le général Michel Aoun rencontre en l'église Mar Mikhael de Chiyah, le secrétaire général du Hezbollah, Hassan Nasrallah, pour signer un document d'entente de 10 points concernant directement l'avenir du Liban. Cette entente se transforme en véritable alliance lorsqu'à l'appel du général Aoun, son parti apporte son soutien à la « Résistance islamique au Liban », en organisant l'hébergement et l'aide humanitaire des populations bombardées lors des opérations israéliennes de l'été 2006. En novembre 2006, le Hezbollah et ses alliés rejoignent le Courant patriotique libre dans l'opposition.
Le 1er décembre 2006, Michel Aoun, en qualité de porte-parole de l'opposition, appelle à la démission du gouvernement Siniora.
Les relations entre la majorité qui soutient Siniora et l'opposition, dont le Courant patriotique libre est la base depuis le début, en juillet 2005, se tendent en 2007, au point qu'après l'assassinat de Pierre Amine Gemayel, Michel Aoun soutient Camille Khoury contre Amine Gemayel, le père du défunt député (juillet 2007). Khoury défait l'ancien président lors de l'élection parlementaire dont ce siège est réservé à un maronite (région chrétienne du Metn). Ses adversaires soutiennent l'idée que cette victoire étriquée (51 %) ressemble à une diminution de la popularité d'Aoun alors que d'autres voient cette élection comme un grand succès dans « une bataille impossible » contre un ancien président dans son propre fief et une des figures importante de l'Alliance du 14-Mars.
Aoun structure son mouvement et lance le 19 juillet 2007 sa chaîne de télévision : OTV. Son logo est d'ailleurs orange comme celui de son parti, le Contrat patriotique libre.
Si Aoun se présente officiellement à l'élection présidentielle de septembre 2007, Michel Sleiman lui est préféré après les évènements de mai 2008 qui aboutissent à une conférence nationale parrainée par le Qatar. Michel Aoun se rend le 13 octobre 2008 en Iran. Son voyage a été l'objet de critiques de la part de la majorité. Le général Aoun décide ensuite de se rendre en Syrie le 3 décembre 2008 où il rencontre le président syrien Bachar el-Assad et déclare à la presse : J'ai toujours dit que la Syrie devait quitter le Liban et qu'une fois ceci effectué les deux pays devaient avoir de bonnes relations. Sa visite en Syrie est principalement controversée du fait du dossier des disparus libanais en Syrie, dont un grand nombre (militaires et civils) auraient été enlevés par l'armée d'occupation syrienne lors de son assaut contre les partisans du général Aoun en octobre 1990.
Aux élections législatives de juin 2009, le Bloc du changement et de la réforme s'élargit à 27 députés, dont 19 appartenant au Courant patriotique libre.
En 2013, le général Aoun réclame des élections sous une nouvelle loi électorale plus juste, basée sur un mode de scrutin proportionnel. Il s'oppose en juin 2013 avec son bloc parlementaire au vote par les députés de la prorogation de leur mandat parlementaire jusqu'en septembre 2014. Il répète cette opposition en septembre 2014 lorsque les députés renouvellent leur mandat jusqu'en mai 2017.

### Crise de 2014-2016 et élection présidentielle
À partir du 25 mai 2014, date de la fin du mandat présidentiel de Michel Sleiman, le Liban se trouve sans président. Deux visions s'opposent : une pour l'élection d'un président consensuel dépourvu de soutien populaire et parlementaire, l'autre pour l'élection d'un président fort doté d'un bloc parlementaire conséquent et capable de peser sur les décisions importantes pour le pays. 
Boycottant les séances parlementaires destinées à l'élection d'un président, les députés du parti de Michel Aoun, ainsi que ses alliés, empêchent la tenue de l'élection pendant deux ans et demi. Le général Aoun souhaite mettre fin à l'élection d'un président faible, pratiquée depuis 1982.
Le 18 janvier 2016, à la suite de la signature de l'accord de Maarab, Samir Geagea annonce, à la surprise générale, son soutien à la candidature de Michel Aoun au 46e tour de l'élection présidentielle, signe d'une volonté de réconciliation après des années de rivalité entre les deux partis maronites. Michel Aoun est élu le 31 octobre 2016 par 83 voix sur 128. Il prend immédiatement ses fonctions.
Son élection met un terme à un vide institutionnel de deux ans et demi. Elle marque une réelle avancée pour le Hezbollah, qui a soutenu sa candidature. Michel Aoun soutient pour sa part que « le Hezbollah représente un tiers des Libanais. Va-t-on exclure un tiers des Libanais de la vie nationale ? », ajoutant que leur accord prévoit que le Hezbollah « n'utilise ses armes que pour défendre le Liban contre des agresseurs, et jamais de façon offensive ou agressive ».

### Président de la République

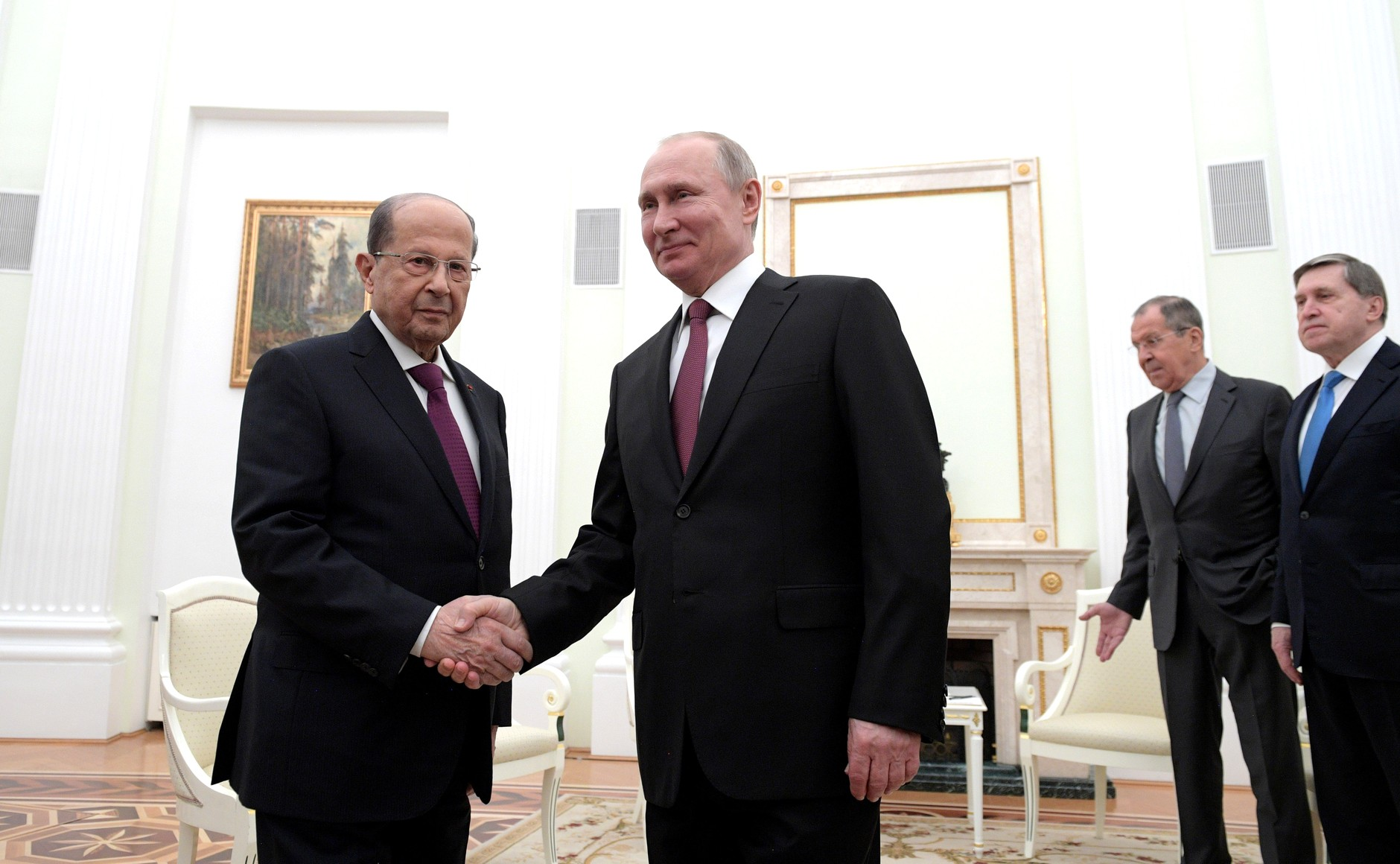
Michel Aoun avec le président russe, Vladimir Poutine (Moscou, 26 mars 2019).

Il nomme Saad Hariri à la présidence du Conseil des ministres alors que celui-ci est son ennemi politique historique depuis la deuxième partie des années 2000 : Saad Hariri représente le camp sunnite et est soutenu par l'Arabie saoudite, alors que Michel Aoun est allié au Hezbollah chiite, lié à l'Iran ; la rivalité vient également du fait que Michel Aoun avait dénoncé, après la révolution du Cèdre, le système féodal et l'argent qui pervertissait la vie politique libanaise, ce que Saad Hariri avait pris pour lui.
Le premier acte de son mandat a vu l'élaboration de la nouvelle loi électorale et du nouveau découpage des circonscriptions ainsi que la tenue des premières élections législatives depuis 2009. Cette période s'accompagne également d'un retour à une relative stabilité sécuritaire et politique, d'une lutte active contre la corruption, d'une certaine régularité dans les finances de l'État avec le vote du budget après douze ans d'interruption et la mise en place d'une vision économique avec une feuille de route. En août 2017, Aoun a signé, pour la première fois au Liban, une loi sur la protection des animaux. 

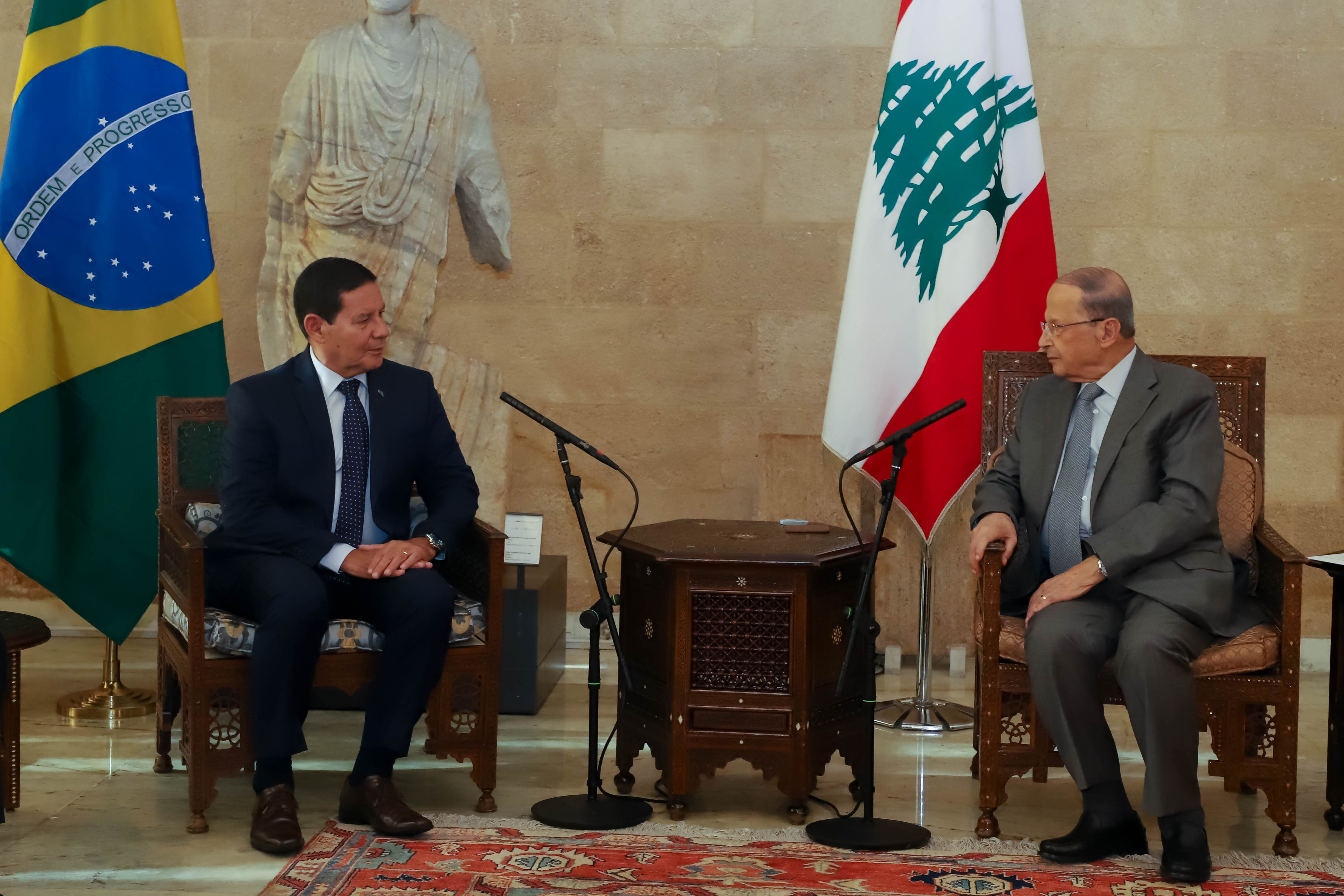
Michel Aoun avec le vice-président de la république fédérative du Brésil, Hamilton Mourão (Beyrouth, 17 mai 2005).

Le système consensuel qui caractérise le pays du Cèdre, l'accord de Taëf très critiqué par le président qui entrave la prise de beaucoup de décisions ainsi que la corruption omniprésente au sein de l'État depuis plus de 30 ans ont fini cependant par conduire le Liban à la plus grande crise économique de son histoire.
Face à l'échec du gouvernement Saad Hariri III à répondre à la crise et après l'annonce de nouveaux impôts sur l'essence, le tabac et les appels en ligne par le biais d’applications comme WhatsApp un important mouvement protestataire éclate. Le Premier ministre annoncera finalement la démission de son gouvernement le 29 octobre 2019. 
Le 3 novembre 2019, des « milliers de manifestants » ont participé à un rassemblement en soutien au président de la République. Dans une courte allocution de l'intérieur du palais présidentiel, Aoun a « appelé tout le monde à l'union » refusant de voir se dérouler « une manifestation contre une autre manifestation » et en assurant vouloir lutter contre la corruption, redresser l'économie et établir un état civil. 

À la faveur du remaniement ministériel, Aoun affirme être pour des ministres choisis pour leurs compétences et non en fonction de leur affiliation politique.

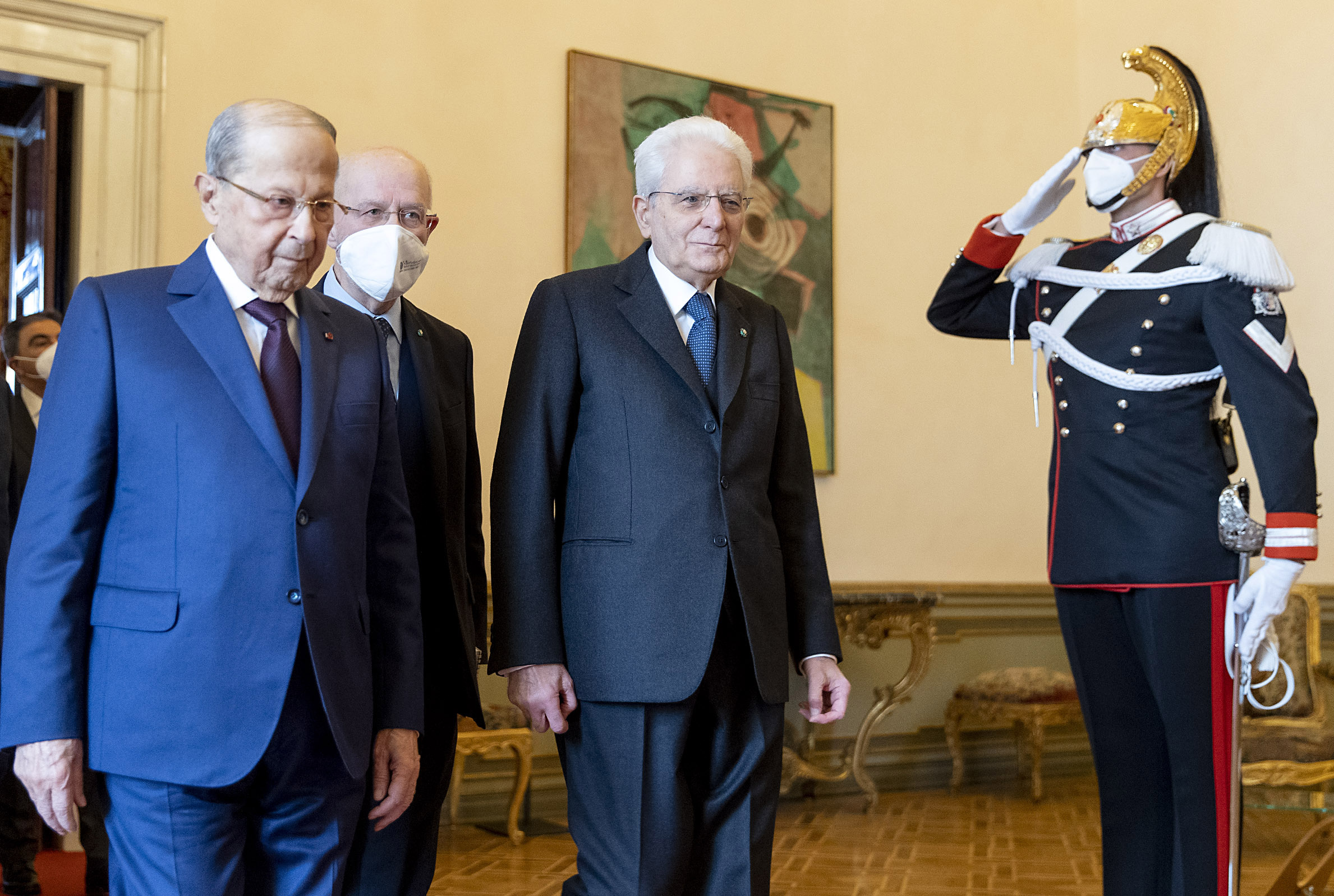
Michel Aoun avec le président de la République italienne, Sergio Mattarella au palais du Quirinal (Rome, 22 mars 2022).

Il nomme Hassan Diab, universitaire qui se dit indépendant et technocrate, ancien ministre de l'Education peu connu du grand public, Premier ministre et le charge de former un gouvernement.  
C’est ainsi que, fin janvier, un nouveau gouvernement composé de 20 ministres a été dévoilé au palais présidentiel de Baabda. Diab précisa que « les ministres de son gouvernement sont tous technocrates, et donc loin de la politique et des partis ».
Ce gouvernement, qui s'annonçait pourtant prometteur avec un plan de redressement ambitieux, a dû faire face à la pandémie du coronavirus, la crise de trop dans un pays qui s'écroulait déjà sous le poids d'une crise sociale et économique sans précédent, et à l'opposition d'une très grande partie du paysage politique libanais.
Le 27 avril 2021, lors d'une allocution télévisée, Aoun insiste que la seule solution de la sortie de la crise est de faire un audit juricomptable : "Le peuple libanais attend pour connaître le sort de son argent. Il craint que le fruit de ses années de labeur n'ait été pillé, alors qu'aujourd'hui, on cherche à gagner du temps".
Le 8 août 2020, après les manifestations d'ampleur à Beyrouth consécutives aux explosions du 4 août 2020 au port de Beyrouth, et l'incendie du ministère des Affaires étrangères, Hassan Diab propose des élections législatives anticipées. Hassan Diab présente finalement la démission de son gouvernement le 10 août 2020, soit six jours après les explosions. Aoun désigne Moustapha Adib comme premier ministre le 31 août suivant. Celui-ci renonce à former un gouvernement le 26 septembre 2020, en raison des dissensions entre partis politiques concernant l'attribution des ministères. Saad Hariri annonce en octobre 2020 être « clairement candidat » à la formation d’un nouveau gouvernement. Il est de nouveau été désigné président du Conseil des ministres après les consultations parlementaires contraignantes menées par le président Michel Aoun. Le 6 mars 2021, alors que Saad Hariri n'est toujours pas parvenu à former un gouvernement, Diab dénonce la situation de crise politique et économique et menace de cesser d'expédier les affaires courantes en quittant ses fonctions immédiatement,. En conflit avec le président Aoun concernant la répartition des postes ministériels, Saad Hariri renonce finalement à former un gouvernement le 15 juillet 2021, soit près de neuf mois après sa désignation. Le 10 septembre 2021, Najib Mikati, désigné président du Conseil le 27 juillet précédent par Aoun à la suite de l'échec d'Hariri, parvient à former un gouvernement et succède officiellement à Hassan Diab, démissionnaire depuis plus d'un an,.
Le président Michel Aoun semble avoir été espionné par le logiciel israélien Pegasus pour le compte de l'Arabie saoudite et des Émirats arabes unis.
À l'issue de son mandat de six ans, Michel Aoun quitte ses fonctions et rejoint sa résidence privée, tandis que le Parlement n'est pas parvenu à désigner un candidat réunissant assez de voix pour lui succéder. Joseph Aoun (pas de lien de parenté), commandant des Forces armées, est finalement élu le 9 janvier 2025 à l'issue de la treizième session de l'élection présidentielle débutée en 2022, et succède indirectement à Michel Aoun, après plus de deux ans de vacance de la fonction.

## Distinctions

### Décorations libanaises
Grand maître des ordres honorifiques libanaises en sa qualité de président de la République libanaise, il est également récipiendaire des décorations civiles suivantes :
- Grand maître et grand cordon de l'ordre national du Cèdre
- Grand maître et membre de la classe exceptionnelle de l'ordre du Mérite

### Décorations militaires libanaises
- Première classe de l'ordre du Mérite militaire
- Médaille de la guerre
- Médaille du 31 décembre 1961
- Médaille des blessés

### Décorations étrangères
- Grand-croix de la Légion d'honneur ( France, 27 septembre 2017[47] ; commandeur en 1986)

## Publications
- Michel Aoun, Une certaine vision du Liban, Paris, Fayard, 2007, 240 pages.
- Michel Aoun, Ce que je crois, Paris, éditions Les points sur les i, 2017.